# 广东省华侨农场管理局
广东省华侨农场管理局，简称侨管局，是广东省人民政府下属机构，领导广东省境内安置归侨、越南难侨和印支难民的各个华侨农场。面积154万亩，人口26.9万人，职工11.6万人，其中归侨、难侨职工3.5万人。

## 历史
1973年，文革期间下放地方的广东省13个华侨农场上收划归由广州军区生产建设兵团集体转业成立的广东省农垦总局的直属农场管理局。1978年4月各华侨农场重新划归广东省人民政府侨务办公室领导，先后安置越南难侨和印支难民8万余人。为此，广东省革命委员会设立广东省华侨农场管理局，管辖29个华侨农(茶)场：
- 省侨办的13个华侨农场
- 省农垦总局直属农场管理局的12个农场，
- 1978年创办的海南岛东方华侨农场、文昌华侨农场、澄迈华侨农场
- 1982年创办的深圳沙河华侨农场
- 广东省华侨农场农业科学研究所，驻肇庆市大旺华侨农场（今肇庆高新技术产业开发区）建设路龙湖侧。

1986年3月恢复广东省华侨农场管理局，隶属于广东省农业委员会。
至2015年，广东23个华侨农场基本实现“体制融入地方”，其中13个设立镇或并入周边镇，另外10个设立了街道办事处、国家级高新区、省级经济开发区、管理（经济）区，或改制为现代企业；华侨农场办社会职能分离基本完成。